# EX-304
La carretera EX-304 es de titularidad de la Junta de Extremadura. Su categoría es local. Su denominación oficial es   EX-304 , Circunvalación sur de Plasencia.
Actualmente se encuentra en obras de desdoblamiento de calzada y supondrá un incremento en su longitud de unos 4.300 metros.